# Sannae-dong
Sannae-dong (koreanska: 산내동) är en stadsdel i staden Daejeon i  den centrala delen av Sydkorea, 150 km söder om huvudstaden Seoul. Den ligger i stadsdistriktet Dong-gu.